# Oratorio di San Lorenzo (Taleggio)
L'oratorio di San Lorenzo è il principale luogo di culto cattolico della località di Fraggio contrada di Taleggio in provincia e diocesi di Bergamo. La chiesa è sussidiaria della parrocchia di Sant'Ambrogio Dottore in Pizzino, appartenente al vicariato di San Giovanni Bianco-Sottochiesa, nella comunità ecclesiale territoriale Valle Brembana.

## Storia
Nel 1445, nella piccola contrada del Fraggio, piccola località posta nei pressi di Pizzino in Val Taleggio, venne costruita una piccola cappella votiva dedicata a Santa Margherita. Tuttavia l'edificio non era sufficiente secondo le esigenze della popolazione locale. 
Di comune accordo venne eretta poco distante una nuova struttura più capiente dedicata a san Lorenzo Levita inaugurata solennemente il 14 luglio 1493. La chiesa venne consacrata contemporaneamente al vicino Santuario di Salzana nel 1548. Il 13 agosto 1582 il cardinale san Carlo Borromeo, durante una delle sue visite pastorali nella Diocesi di Milano celebrò una funzione all'interno dell'oratorio e benedisse la vicina fonte. Nel 1930, gli abitanti del Fraggio acquistarono una statua raffigurante la Madonna delle Grazie, inserendola in una nicchia a destra dell'altare.  Il tetto venne completamente ricostruito nel 1995 con l'utilizzo delle piöde, le tradizionali lastre di ardesia, facilmente riscontrabili sui tetti della Val Taleggio e della Valle Imagna. 

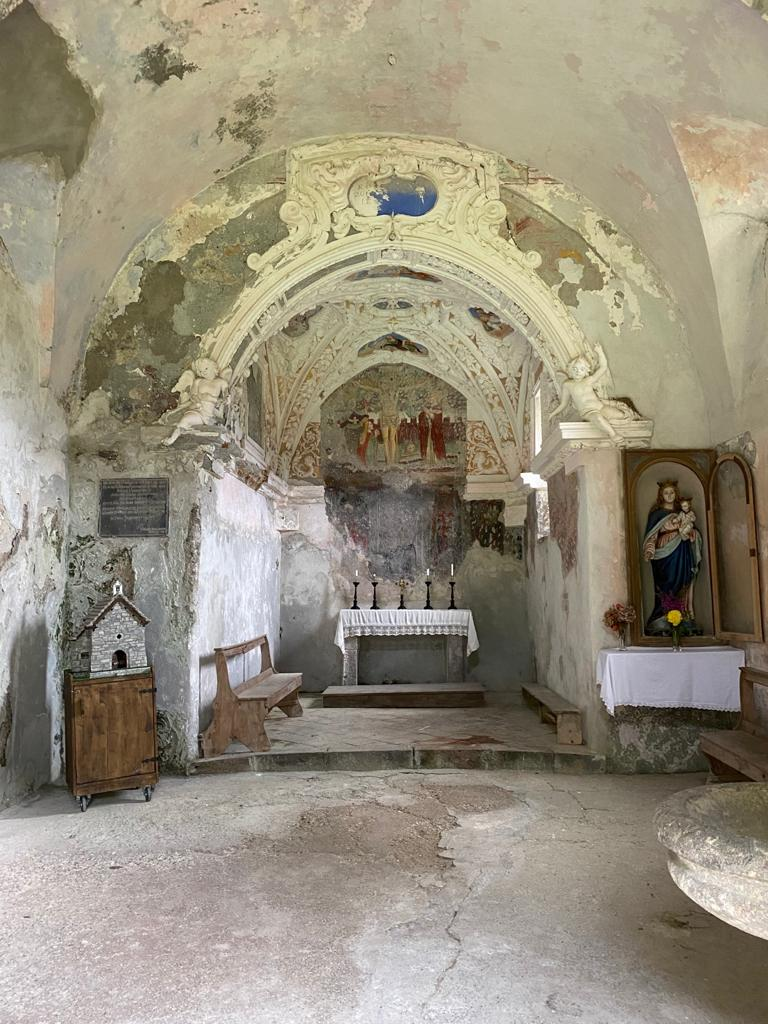
Il presbiterio

## Descrizione

### Esterno
L'oratorio di San Lorenzo è disposto secondo lo schema tradizionale liturgico con abside rivolta a est. È preceduto dal sagrato in manto erboso e la muratura del fabbricato è in pietra calcarea. La facciata è parzialmente intonacata: presenta i cantonali e un alto basamento a contrafforte in pietra a vista. Un massiccio portale d'ingresso in pietra con portone di legno è sormontato da un piccolo rosone. Dal tetto spiovente a due falde s'innalza il campanile a vela posizionato sulla linea di colmo. Al suo interno vi è posta una campana di fonditore ignoto fusa nel XV secolo. 

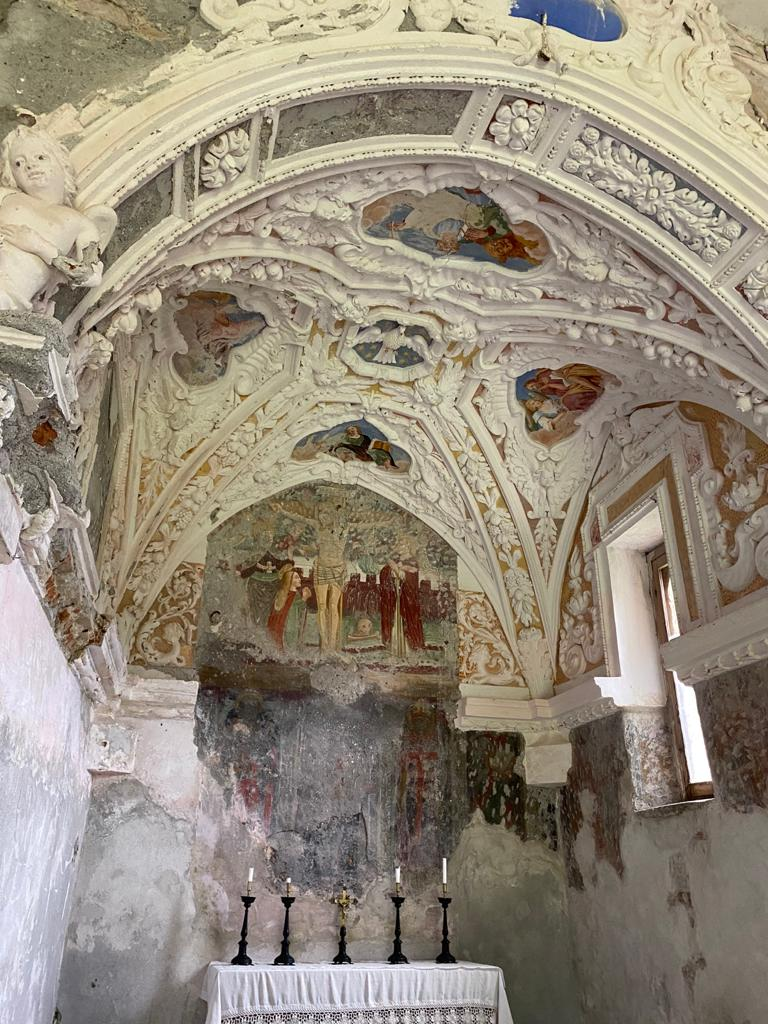
Gli stucchi seicenteschi con il tipico schema del tetramorfo

### Interno
L'interno è a navata unica divisa in due campate da due paraste in pietra che si collegano tramite un arco a sesto acuto.  La copertura è a botte. Nella prima campata a destra si trovano il confessionale settecentesco in noce e il fonte battesimale; la copertura di questa campata presenta due lunette per lato. Nella seconda campata sulla sinistra si trova la porta ad arco di accesso alla piccola sagrestia laterale a una falda molto inclinata, mentre sulla destra si trova una finestra molto allungata ad arco che occupa parzialmente una lunetta.  
L’arco trionfale separa da navata dal più ristretto e ribassato presbiterio. Sopra alle mensole d’imposta di tale arco sono seduti due putti in stucco, simili in forma e stile a quelli coevi nell'oratorio di San Rocco a Ca' Corviglio mentre a destra dell’arco, in una nicchia, si trova la statua della Madonna delle Grazie. Sulla sommità dell'arco è presente un caratteristico cartiglio in gesso purtroppo non più leggibile.  
Il presbiterio, rialzato di un gradino, ha una finestra rettangolare sulla parete di destra. L'abside, sormontato da una volta a crociera, è composto da una ricca decorazione di stucchi risalenti al XVII secolo. Al centro, spicca la rappresentazione dello spirito santo, attorniato dagli affreschi del tetramorfo sulla volta a crociera. Le figure sono separati da decorazioni con motivi floreali e frutti che vengono ripresi nella decorazione dell'ancona del vicino oratorio di Sant'Antonio Abate a Staviglio, stando a suggerire la presenza di un unico capomastro che decorò le chiese storiche di Pizzino nel XVII secolo. Dietro all'altare, fino al 1995 era presente una tela coeva agli stucchi, dipinta da Francesco Zanetti oggi conservata a Pizzino raffigurante una crocifissione con i Santi Lorenzo e Stefano ispiratasi al modello di Giovanni Battista Moroni. Dietro ad essa è stata scoperta la presenza di un affresco attribuito alla scuola dei Baschenis di Averara sempre raffigurante la crocifissione, databile intorno agli inizi del XVI secolo.